# Tokimeki Memorial Only Love
Tokimeki Memorial Only Love (яп. ときめきメモリアル Only Love, Трепещущие воспоминания) — японский аниме-сериал, созданный студией AIC A.S.T.A. и основанный на серии популярных симуляторов свиданий Tokimeki Memorial, в частности на Tokimeki Memorial Online. Впервые начал транслироваться по японскому телеканалу TV Tokyo с 3 октября 2006 по 27 марта 2007 года. При издании на DVD на диски были добавлены 2 дополнительные серии, не демонстрировавшиеся по телевидению.
Позже под авторством Pairan компанией ASCII Media Works была выпущена манга, которая издавалась в её ежемесячном журнале Dengeki Maoh с 2006 года.
Кроме того, на основе игр в 1999 году студией Studio Pierrot были выпущены 2 OVA-серии по 40 минут и в 2009 году студией Asahi Production ещё одна.

## Сюжет
Главный герой по имени Рику Аоба переводится в новую школу во второй класс старшей школы по той причине, что его отец будет теперь тут работать. Школа кажется с первого взгляда хорошей, новые одноклассники дружелюбными, староста класса симпатичной. Однако вскоре Аоба начинает обращать внимание на многочисленные странности, такие, например, как то, что половина школьников носят ушки. Вот и президент студенческого совета вдруг дарит Аобе кошачий комплект и тут же вся школа начинает гоняться за ним.
Рику встречает в игре персонажей игры Tokimeki Memorial Online.

## Список персонажей
Рику Аоба (яп. 青葉陸) — Главный герой истории, ученик 2-го класса старшей школы и одноклассник Саюри. До перехода в новую школу жил на северо-востоке Хоккайдо. Часто становится жертвой серии странных событий в школе. Позже Цукаса, Саюри и Мина борются за его сердце.
Сэйю: Мамору Мияно
Саюри Амамия (яп. 天宮小百合) — Ученица второго класса старшей школы и одноклассница Аобы. Очень умная и изящная, популярна в школе. Обладает склонностью к наукам и спорту. Как правило, становится объектом восхищения противоположного пола. Ходят многочисленные слухи о её великих деяниях в школе. Аоба первый из парней, кто изначально с ней начал общаться, как с обыкновенным человеком, по этой причине она влюбляется в него, хотя скрывает это.
Сэйю: Юки Макисима
Цукаса Касуга (яп. 春日つかさ) — Ученица второго класса старшей школы. Она член волейбольной команды школы. Верит в судьбу и влюбляется в Аобу после первой встречи. Она плохой повар, но начинает меняться в лучшую сторону после уроков у учителя домоводства. Однако после прогула пары занятий, снова начинает ужасно готовить.
Сэйю: Анри Сионо
Мина Яёи (яп. 弥生水奈) — Ученица первого класса старшей школы, Мина является членом школьной команды по плаванию. Она любит дельфинов и довольно застенчива. Впервые встретилась с Аобой, когда тот помог достать ей книги о дельфинах в школьной библиотеке. После этого Аоба соглашается стать её тренером и она влюбляется в него. Очень боится признаться ему в своих чувствах. Также не любит морепродукты, так как сама сильна привязана к морю.
Сэйю: Саки Фудзита
Юсукэ Каяма (яп. 加山優介) — Одноклассник и друг Аобы. Он собирает данные о некоторых девушках и рассказывает многочисленные истории о подвигах Саюри. Очень любит аниме, а также обожает девушек, увлекающийся спортом.
Сэйю: Хироюки Ёсино
Кёхэй Додзима (яп. 堂島凶平) — Одноклассник Аобы, сидит рядом с Рику. Очень крупный и сильный, часто носит рубашку с надписью «Maddog». Поклялся Саюри, что будет защищать её от других мальчиков. Сначала видел в Аобе потенциальную угрозу и хотел избить его, но позже признаёт, что Аоба достойный парень.
Сэйю: Такаси Нагасако
Хару Сакурай (яп. 桜井晴) — Президент школьного совета, который организовывает странные события в школе, часто Аоба становится жертвой его проделок.
Сэйю: Рёхэй Накао
Харука Вакатакэ (яп. 若竹遥) — Классный руководитель класса 2-А. Она очень нежная и хорошо ладит со всеми её учениками. Она часто играет в онлайн-игру «Tokimeki Online» и влюбилась в одного из игроков, скрывающегося под ником «Аити Сумио». Она уверена, что это была Саюри, но позже выясняется, что это был Мацуока-сэнсэй.
Сэйю: Хэкиру Сиина
Богиня сжигания (яп. 焼却炉の女神 Сёкуакуро но Мэгами) — Таинственная богиня, которая стремится очистить всё от злых духов и помогает нуждающимся. Она очень неуклюжая и случайно натыкается на груду мусора, после чего от удара теряет память. После этого о ней заботилась Наоми Хосина. Когда к ней возвращается память, то на неё нападает робот, одержимый злым духом, но она побеждает. Позже её просят призвать духов для дома привидений, во время школьного фестиваля.
Сэйю: Кикуко Иноуэ

## Список серий аниме
| #    | Название                                                                                | Дата выхода      |
| ---- | --------------------------------------------------------------------------------------- | ---------------- |
|      |                                                                                         |                  |
| 01   | An Exciting Encounter «Tokimeki no Deai» (ときめきの出会い)                             | 3 октября 2006   |
| 02   | An Exciting Destiny «Tokimeki no Unmei» (ときめきの運命)                                | 10 октября 2006  |
| 03   | An Exciting After School «Tokimeki no Hokago» (ときめきの放課後)                        | 17 октября 2006  |
| 04   | An Exciting Water Surface «Tokimeki no Minamo» (ときめきの水面)                         | 24 октября 2006  |
| 05   | An Exciting Accident «Tokimeki no Jiko (Akushidento)» (ときめきの事故[アクシデント])    | 31 октября 2006  |
| 06   | An Exciting Rain «Tokimeki no Ame» (ときめきの雨)                                       | 7 ноября 2006    |
| 07   | An Exciting Confession «Tokimeki no Kokuhaku» (ときめきの告白)                          | 14 ноября 2006   |
| 08   | An Exciting Time «Tokimeki no Hitotoki» (ときめきの時)                                  | 21 ноября 2006   |
| 09   | An Exciting Sea «Tokimeki no Umi» (ときめきの海)                                        | 28 ноября 2006   |
| 10   | An Exciting Nightfall «Tokimeki no Maiyuugure» (ときめきの夕暮れ)                       | 5 декабря 2006   |
| 11   | An Exciting Memory «Tokimeki no Kioku (Memori)» (ときめきの記憶[メモリー])              | 12 декабря 2006  |
| 12   | An Exciting Night «Tokimeki no Yoru» (ときめきの夜)                                     | 19 декабря 2006  |
| 13   | An Exciting Secret «Tokimeki no Himitsu» (ときめきの秘密)                               | 26 декабря 2006  |
| 14   | An Exciting Transfer Student «Tokimeki no Tenkousei» (ときめきの転校生)                 | 9 января 2007    |
| 15   | An Exciting Reality «Tokimeki no Genjitsu (Utsutsu)» (ときめきの現実[うつつ])           | 16 января 2007   |
| 16   | An Exciting Moment «Tokimeki no Shunkan» (ときめきの瞬間)                               | 23 января 2007   |
| 17   | An Exciting Cultural Festival «Tokimeki no Bunka Sai» (ときめきの文化祭)                | 30 января 2007   |
| 17.5 | The Excitement of Courage «Tokimeki no Yuuki» (ときめきの勇気)                          | 21 сентября 2007 |
| 18   | An Exciting Field Trip «Tokimeki no Shuugakuryokou» (ときめきの修学旅行)                | 6 февраля 2007   |
| 19   | An Exciting Message «Tokimeki no Dengon (Messeeji)» (ときめきの伝言[メッセージ])        | 13 февраля 2007  |
| 20   | An Exciting Feeling «Tokimeki no Omoi» (ときめきの想い)                                 | 20 февраля 2007  |
| 21   | An Exciting Christmas «Tokimeki no Seiya (Kurismasu)» (ときめきの聖夜[クリスマス])      | 27 февраля 2007  |
| 22   | An Exciting New Year «Tokimeki no Shinnen» (ときめきの新年)                             | 6 марта 2007     |
| 23   | An Exciting Present «Tokimeki no Okurimono (Puresento)» (ときめきの贈り物 [プレセント]) | 13 марта 2007    |
| 24   | An Exciting Farewell «Tokimeki no Wakare» (ときめきの別れ)                              | 20 марта 2007    |
| 25   | An Exciting Wish «Tokimeki no Negai» (ときめきの願い)                                   | 27 марта 2007    |
| 25.5 | An Exciting Choice «Tokimeki no Sentaku» (ときめきの選択)                               | 21 сентября 2007 |

## Критика
Представитель сайта Anime News Network отметил, что сериал явно создавался для тех, что был ознакомлен с одноимённой игрой + появляются новые персонажи. Анимация очень красивая и качественная, однако сюжета толком нет, который изобилует фан-сервисом, а взаимоотношения героев очень предсказуемы.

## Музыка
Начальная композиция
Yokan (яп. 予感 ёкан) исполняет Тихиро Куросу
Концовка
Kiseki no Kakera (яп. 奇跡のかけら кисэки но какэра, серии 1-16) исполняет Акико Ватанабэ
Himitsu (яп. 秘密 химицу, серии 17-24) исполняет Тихиро Куросу